# Francesc Salvà i Campillo
Francesc Salvà i Campillo ou Francisco Salvà y Campillo (Barcelone, Espagne, 12 juillet 1751 - Barcelone, Espagne, 13 février 1828 est un médecin, physicien, ingénieur espagnol d'origine catalane.

## Biographie
Francesc Salvà i Campillo est né le 12 juillet 1751 à Barcelone en Espagne. Il étudie la médecine successivement dans les universités de Valence, Huesca, Toulouse où il obtient son doctorat en médecine, et Barcelone.
En 1773, il entre à l'Académie de médecine pratique, et en 1786, à l'Académie des sciences, toutes les deux situées à Barcelone. Il obtient plusieurs récompenses de l'Académie de médecine à Paris en 1787, 1789 et 1792. Il est connu comme un ardent défenseur et promoteur du vaccin contre la variole, découvert par Edward Jenner en 1796.
Francesc Salvà i Campillo est plus connu par ses travaux en électricité. En 1795, il fait des recherches sur l'électricité appliquée à la télégraphie. Il lit à l'Académie des sciences et des arts de Barcelone un mémoire intitulé "La electricidad aplicada a la telegrafía", dans lequel il affirmait la faisabilité de la télégraphie. En 1796, il fait une démonstration de télégraphie devant la Cour royale à Madrid. Salvà i Campillo propose l'installation d'une ligne télégraphique entre Alicante et Palma de Majorque, mais ce projet ne s'est pas réalisé. Malgré cela, ses découvertes sont reconnues par Guglielmo Marconi. Il est aujourd'hui considéré comme un des pionniers de la télégraphie électrique, et plus généralement des télécommunications.  
Véritable représentant du siècle des Lumières, il s'intéresse à toutes les sciences. Il est à l'origine des premiers relevés écrits de météorologie en Espagne. Il participe également au premier vol de montgolfière à Barcelone en 1784. Il propose de générer de l'oxygène à partir de la décomposition de l'eau. Il se fait également l'avocat du système métrique en promouvant le mètre comme unité de mesure des longueurs.

## Œuvres
- La electricidad aplicada a la telegrafía, 1795.